# Keizerlijke Gemalin Qing Gong

Keizerlijke gemalin Qing Gong

Keizerlijke gemalin Qing Gong (Chinees: 慶恭皇貴妃) (21 augustus 1724 – Verboden Stad, 12 augustus 1774) kwam van de Mantsjoe Lu (陸) stam. Haar vader was Lu Shilong (陸士隆).
Zij werd een bijvrouw van keizer Qianlong vlak na haar aankomst in de Verboden Stad in 1736. In 1760 werd Qianlongs vijftiende zoon Yongyan geboren. Yongyan zou door haar opgebracht worden. In 1765 reisde zij samen met de keizer en een aantal andere bijvrouwen naar het zuiden van China. In 1768 werd zij gepromoveerd tot bijvrouw tweede rang Qing. Qing overleed in het 39e regeringsjaar van keizer Qianlong. Zij werd begraven in het Yuling-mausoleum voor keizerlijke gemalinnen.
In 1795 trad Qianlong af ten gunste van zijn zoon Yongyan. Yongyan werd gekroond tot keizer Jiaqing. Omdat hij tijdens zijn jeugd door Qing werd opgebracht, promoveerde hij haar postuum in eer tot bijvrouw eerste rang Qing Gong.